# Dankanits Ádám
Dankanits Ádám (Kolozsvár, 1932. január 2. – Bukarest, 1977. március 4.) magyar művelődéstörténész. Dankanits László öccse.

## Életpályája
Tanulmányait Kolozsvárt végezte, a Bolyai Tudományegyetemen szerzett történelem szakos diplomát. A nagyenyedi Bethlen Könyvtárban s a marosvásárhelyi Pedagógiai Főiskolán dolgozott, majd akadémiai kutató ugyancsak Marosvásárhelyen; 1970-től A Hét szerkesztője Bukarestben.
Tanulmányai a NyIrK, Korunk, Forschungen zur Volksund Landeskunde és Revista Bibliotecilor hasábjain jelentek meg. Egy múlt század eleji magánkönyvtár és Pestalozzi hatása (Könyv és Könyvtár IV. Debrecen 1964. 229–233), Erasmus erdélyi olvasói  (NyIrK 1967/1), Olvasótársulatok, polgári társalkodók és kaszinók (NyIrK 1968/1) című s más tanulmányaiban könyv- és könyvtártörténeti kutatások alapján vizsgálta az erdélyi olvasóközönség kialakulását. E kérdéskörre vonatkozó kutatásait rendszerezte és foglalta össze XVI. századi olvasmányok című művelődéstörténeti munkájában (1974), s folytatta a XVII–XIX. századi erdélyi életformaváltásra vonatkozó termelési, egészségügyi, közigazgatási és művelődési térre kiterjedő nagyméretű anyaggyűjtésében, amely az 1977-es bukaresti földrengéskor vele együtt pusztult el. E jelentős vállalkozás egyik elkészült részletét A hagyományos világ alkonya címmel A Hét közölte (1979/9–21). Sajtó alá rendezte s előszóval látta el Comenius válogatott írásait (1971), s részben fordította is az Erasmus világa című válogatást (1972) a Téka-sorozat számára.

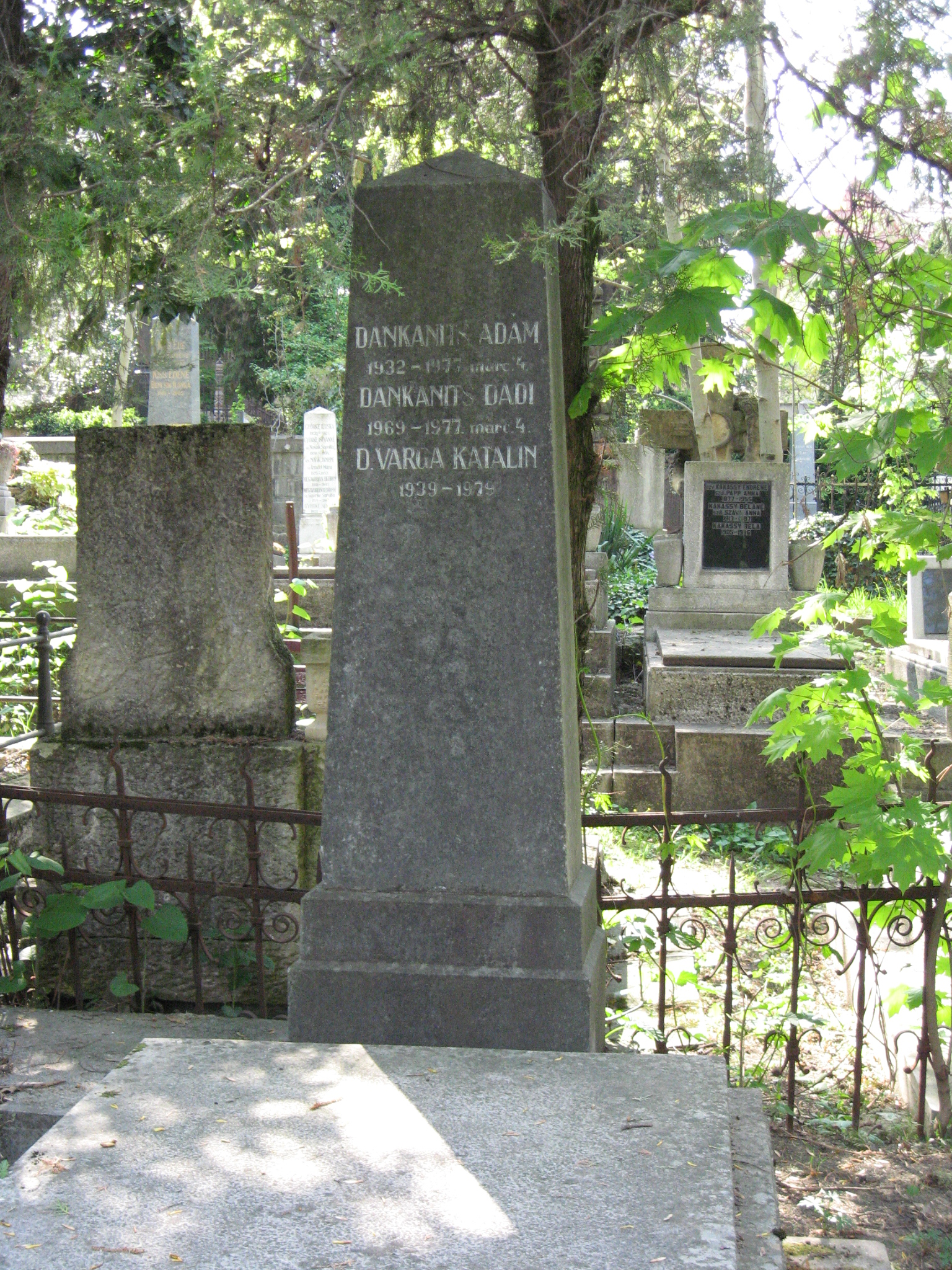
Sírja a Házsongárdi temetőben.

A bukaresti földrengés áldozata lett – szülőföldjén, Kolozsvárott, a Házsongárdi temetőben helyezték örök nyugalomra.

## Művei
- XVI. századi olvasmányok; Kriterion, Bukarest, 1974 (németül is)
- A hagyományos világ alkonya Erdélyben; Magvető, Bp., 1983 (Nemzet és emlékezet)

## Lásd még
- Könyvmúzeum Erdélyben